# Conselho Nacional de Seguros Privados
O Conselho Nacional de Seguros Privados (CNSP) é o órgão normativo das atividades de seguros no Brasil, vinculado ao Ministério da Fazenda.
O CNSP foi criado pelo Decreto-Lei nº 73, de 21 de novembro de 1966, diploma que institucionalizou, também, o Sistema Nacional de Seguros Privados, do qual é o órgão de cúpula.
A principal atribuição do Conselho, na época da sua criação, era a de fixar as diretrizes e normas da política governamental para os segmentos de Seguros Privados e Capitalização. Posteriormente, com o advento da Lei nº 6.435, de 15 de julho de 1977, as suas atribuições se estenderam à Previdência Privada, no âmbito das entidades abertas.
Conforme disposto no Art. 1º da Lei nº 8.392, de 30 de dezembro de 1991, o CNSP teve o prazo da vigência para funcionar como órgão Colegiado, prorrogado até à data de promulgação da Lei Complementar de que trata o Art. 192 da Constituição Federal.

## Composição
Com a edição da Medida Provisória nº 1940-17, de 6 de janeiro de 2000, o CNSP teve sua composição alterada, passando a ser presidido pelo ministro da Fazenda, e composto também por representantes do Ministério da Justiça, Ministério da Previdência Social, superintendente da Superintendência de Seguros Privados (vice-presidente), do Banco Central do Brasil e da Comissão de Valores Mobiliários.